# Biche

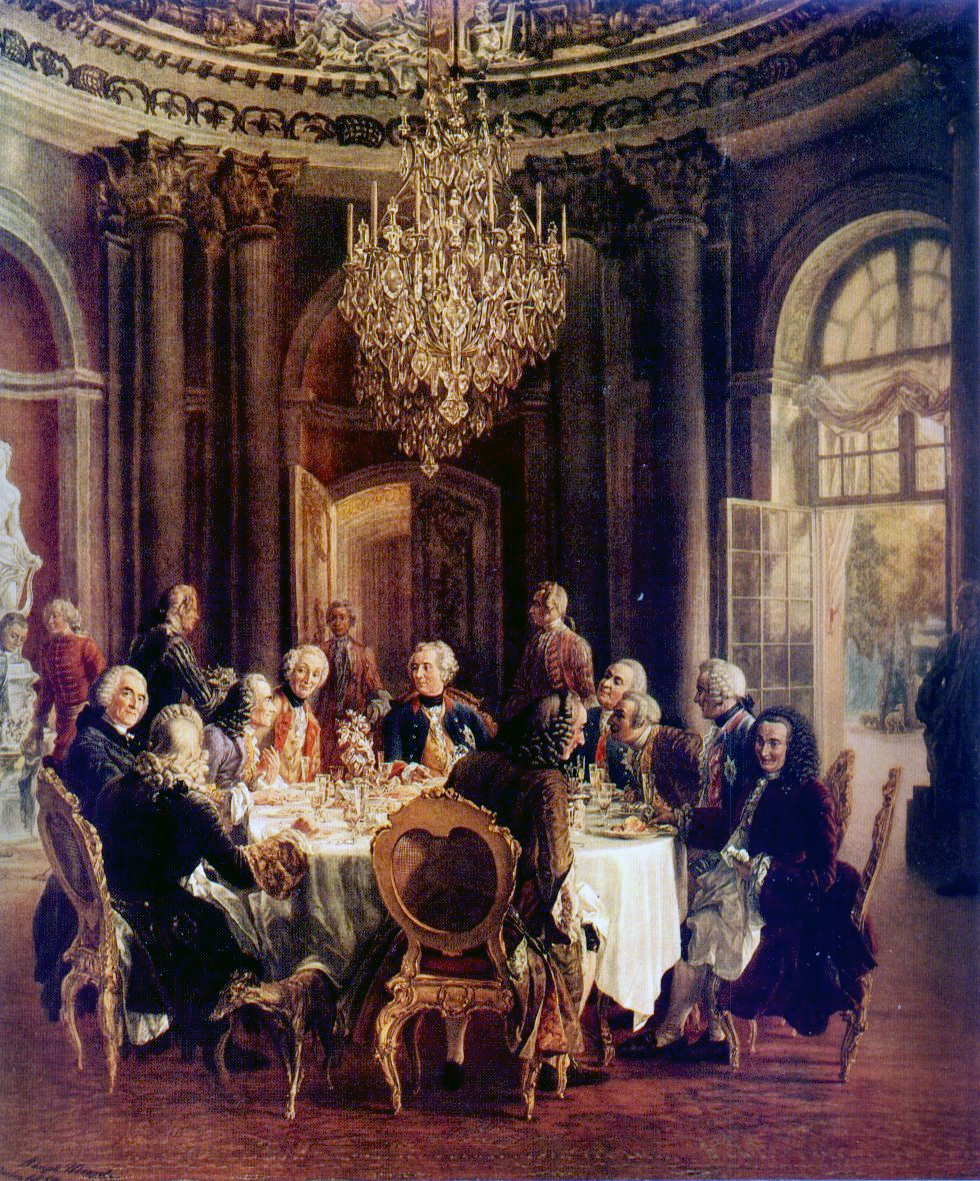
„Die Tafelrunde in Sanssouci“, Adolph Menzel, 1850. Im Vordergrund ein Windspiel des Königs.

Biche († 29. Dezember 1752 in Sanssouci) war eine der Lieblingshündinnen des preußischen Königs Friedrich II. Sie war vom damals gemeinhin als Windspiel bezeichneten Hundetyp, der etwa der heutigen Hunderasse Whippet entspricht. Die als weiß beschriebene Hündin hatte Friedrich 1744 von seinem Vertrauten Friedrich Rudolf von Rothenburg als Geschenk erhalten. Sie war der erste Windhund im Besitz des Königs. Der frankophile Friedrich gab ihr einen französischen Namen (Biche = Hirschkuh).

## Zweiter Schlesischer Krieg
Im Jahr 1744 nahm der König Biche zur Kur nach Bad Pyrmont mit. Sie wurde auch auf den Feldzügen des Herrschers mitgeführt. Zwei Vorfälle aus dieser Zeit sind überliefert:
Während der Schlacht bei Soor im September 1745 überfiel das Pandurencorps des Generals Franz Leopold von Nádasdy das Lager der Preußen und konnte die Kriegskasse erbeuten und etliche Gefangene machen. Mit dem ebenfalls erbeuteten Gepäcktross fiel auch Biche in die Hände der Gegner. Nádasdy soll die Hündin seiner Ehefrau geschenkt haben, die großen Gefallen an ihr fand. Bei den folgenden Verhandlungen forderte die preußische Seite jedoch die Rückgabe des Hundes. Nachdem Biche zurückgegeben worden war, soll Friedrich beim Wiedersehen geweint haben.
Bei einem Erkundungsritt in feindliches Gelände in der Nähe von Breslau wurde der König im Oktober 1745 von einem Trupp österreichischer Reiter überrascht. Er konnte sich noch rechtzeitig gemeinsam mit Biche unter einer kleinen Brücke verstecken. Trotz des Lärms, den die galoppierenden Pferde auf der Brücke verursachten, blieb die Hündin ruhig und verriet ihren Herrn so nicht. Zu dem Vorfall entstanden später verschiedene Illustrationen.

## Leben in Sanssouci
Die grazile Biche wurde Friedrich zu einer treuen und geschätzten Begleiterin; sie wurde von ihm auch als „Mäuschen“ und „allerliebstes Geschöpf“ bezeichnet. Die Hündin lebte im Schloss Sanssouci, durfte auf Sesseln schlafen und mit bereitliegenden Bällen spielen. Der König duldete sie bei Tisch, sie wurde von ihm gefüttert. Lakaien hatten sie auf Französisch anzusprechen [biʃ] und zu siezen. Sie durfte auch im Bett des Königs schlafen. 1747 ließ er sie von dem Hofmaler Antoine Pesne auf dem Zentralgemälde („Das Bad der Diana“) eines Zyklus von fünf Wandgemälden mit mythologischen Gestalten im Konzertzimmer von Sanssouci verewigen. Hier sitzt die Hündin auf dem Schoß der Göttin Diana und blickt sie an.
Friedrich schrieb am 15. Juni 1748 an seine Schwester Wilhelmine von Bayreuth über seine Hündin: „Biche hat gesundes Urteil- und Auffassungsvermögen, und Tag für Tag sehe ich Leute, die sich nicht so folgerichtig zu benehmen wissen wie sie.“

## Hundebriefwechsel
Die sogenannten Hundebriefe entstanden im Mai 1748. Friedrich korrespondierte dabei mit seiner Schwester Wilhelmine von Preußen auf Französisch. Er schrieb im Namen von Biche, sie antwortete als Folichon, ihr Zwergspanielrüde. In seinem Schreiben wirbt der König um die Zuneigung seiner Schwester, nachdem sich das Verhältnis der beiden im Zweiten Schlesischen Krieg abgekühlt hatte.

„Folichon: Allerliebste Hündin. Ich liebe und bete Dich an. Ich schmachte seit unserer Trennung nach Dir. Schwermütig verbringe ich meine Zeit zu Füßen meiner Herrin. Ich höre sie über die grausame Trennung von einem geliebten Bruder klagen.“

„Biche: Ja, Folichon, Du kannst mir sagen, was Du willst; ich habe Deine anbetungswürdige Herrin gesehen und Du wirst mir nicht ausreden, dass sie von weit höherer Art ist als wir. Wie geistvoll war ihre Unterhaltung: Und ihre unbestimmte Grazie, ihre durch Leutseligkeit gemilderte Würde lässt sie mir vollends anbetungswürdig erscheinen.“

## Tod und Grab
1752 starb Biche im Konzertsaal von Sanssouci. Der Tod der Hündin traf den König schwer, seiner Schwester Wilhelmine schrieb er später: „Ich war beschämt, dass der Tod eines Hundes mir so nahe geht […]“.
Biche wurde in einem Sarg als erste von elf Windhunden auf der Schlossterrasse von Sanssouci beerdigt; eine Sandsteinplatte trägt ihren Namen. Im Jahr 2005 wurde die Grabplatte gereinigt und konserviert.
Die Hündin wurde in späteren Werken über den König immer wieder als Beispiel für seine große Tierliebe und besonders seine Zuneigung zu Windhunden genannt. Theodor Fontane erwähnte Biche im 1885 entstandenen Gedicht „Auf der Treppe von Sanssouci“.

## Sonstiges
Am Schlosse zu Potsdam und auf dem Jägerhof, der sich vor dem heute noch stehenden Jägertor und der Akzisemauer Potsdams befand, wurden Windspiele in einer „Pflanzschule“ mit etwa 40 bis 80 Hunden gezüchtet; für Pflege und Aufsicht waren zwei Jäger verantwortlich, von denen einer zugleich für das gesundheitliche Wohl dieser Tiere sorgen sollte. Die schönsten „Zöglinge“ dieser „Pflanzschule“ wurden an den königlichen Hof geliefert.